# Акробатический танец

Элемент акробатического танца.

Акробати́ческий та́нец — это вид спорта, в котором спортсмены соревнуются в техническом мастерстве и выразительности исполнения под музыку сложных акробатических движений и танцевальных элементов.

## История
Акробатический танец впервые появился в США и Канаде в начале 1900-х как элемент водевиля.

## Композиция
Композиция акробатического танца строится на основе этюдно-образного стиля произвольных комбинаций. Этюдно-образный стиль предполагает наряду с хорошей технической подготовкой наличие уровня выразительных способностей, артистизма. Этот стиль требует особого тщательного подхода к выбору музыки, проникновению в её содержание, сочинению собственного сюжета (подобно балетному либретто) и поиску выразительных средств. Этот стиль требует глубокого изучения и тщательного освоения гимнастических, акробатических элементов и соединений, а также умению создавать спортсменами пластический, эмоционально-двигательный, либо художественные образы.

## Средства
Основные выразительные средства акробатического танца:
- гармоничные движения и позы;
- пластическая выразительность и мимика;
- динамика, темп и ритм движения;
- пространственный рисунок, композиция (творческое построение под музыку отдельных элементов и соединений).

Спортсмены могут использовать в своем выступлении элементы свободной пластики и танцевальной техники (например, модерн, джаз, классический, историко-бытовой, народный и характерный танцы), но они не должны доминировать и быть основными.
Костюм должен соответствовать этюдно-образному стилю акробатического танца.

## Запрещается
Запрещается использовать и включать в основу композиции акробатического танца такие направления, стили или дисциплины как: спортивная аэробика, акробатический рок-н-ролл, так как они имеют уже свой ярко выраженный спортивный либо танцевальный стиль и тем самым противоречат концепции этюдно-образного стиля акробатического танца.
Запрещается использовать в акробатическом танце на сцене или соревновательной площадке дополнительный реквизит.